# Wang Hongwen
Wang Hongwen (Chinees: 王洪文, Hanyu pinyin: Wáng Hóngwén) (Changchun, december 1935 - Peking, 3 augustus 1992) was een lid van de Bende van Vier.
De geboorteplaats van Wang Hongwen ligt in Jilin in het noordoosten van China, tegen de grens van Noord-Korea. Zijn ouders waren arme boeren. Hij ging bij het Volksbevrijdingsleger en vocht mee in de Koreaanse Oorlog begin jaren vijftig. Na die oorlog ging hij in Shanghai in een textielfabriek werken als beveiliger, waar hij Zhang Chunqiao, ontmoette. Hij werd zijn medewerker en was een van de leiders van de Rode Gardisten tijdens de Culturele Revolutie. Hij organiseerde samen met hem de Sjanghai Commune in 1967.
In augustus 1967 organiseerde hij een aanval op een fabriek van dieselmotoren in Shanghai. Het personeel en de bedrijfsleiding waren tegen Zhang Chunqiao en de gemeentelijke afdeling van de Communistische Partij. Zo'n 100.000 mensen omsingelden de fabriek en ongeveer 600 medewerkers, van de 25.000, werden met geweld gevangengenomen en gemarteld. De aanval is vastgelegd met camera's. De film werd in 1980 getoond tijdens het proces van de Bende van Vier.
Door zijn positie in de Bende van Vier maakte hij een snelle opmars in de partij. In 1969 werd hij gekozen in het Centraal Comité en in 1973 zelfs als plaatsvervangend voorzitter van de Communistische Partij van China. Hij sprak prominent op het 10e Nationale Partijcongres en werd gefotografeerd rechts staande naast Mao Zedong, een positie die hem als een mogelijke opvolger typeerde.
Kort na de dood van Mao werd hij in oktober 1976 gearresteerd voor zijn rol tijdens de Culturele Revolutie. De excessen van die tijd werden neergelegd bij de leden van de Bende van Vier. Hij werd verder beschuldigd van zelfverrijking ten koste van de Chinese samenleving. Hij bekende en toonde berouw. In 1981 werd hij ter dood veroordeeld, maar deze straf werd later omgezet in levenslang. Hongwen overleed in 1992 in het ziekenhuis van Peking aan leverkanker.
- Gemeinsame Normdatei: 129406805
- International Standard Name Identifier: 0000 0001 1489 5659
- Library of Congress Control Number: n82090286
- Nationale bibliotheek van Australië: 36612317
- Nationale Bibliotheek van Israël: 987007444342505171
- Nederlandse Thesaurus van Auteursnamen: 188306013
- Système universitaire de documentation: 175225583
- Trove: 1328650
- Virtual International Authority File: 30884715
- WorldCat: E39PBJmp9wc3Q7QbKkj3PCrDv3